# Karabin maszynowy DSzK
DSzK wz. 1938 (ros. Дегтярёв – Шпагин – Колесников – крупнокалиберный, ДШК) – wielkokalibrowy karabin maszynowy kalibru 12,7 × 108 mm, konstrukcji radzieckiej, z okresu przed II wojną światową.

## Historia
W 1930 Wasilij Diegtiariow opracował wkm DK. Jego układ konstrukcyjny, zasada działania, ryglowanie oparte były na innym dziele tego konstruktora – ręcznym karabinie maszynowym DP. Nie była to zbyt udana konstrukcja. Mimo przyjęcia broni w 1934 do uzbrojenia Armii Czerwonej, wyprodukowano niewielką jej liczbę. Ostatecznie karabin został wycofany z uzbrojenia w 1939. Równocześnie trwały prace modernizacyjne podjęte przez G. Szpagina i Kolesnikowa. Pierwszy z nich opracował mechanizm zasilania taśmowego typu bębnowego, a drugi – uniwersalną podstawę kołowo-trójnożną. Broń ta została przyjęta do uzbrojenia w 1938, pod oznaczeniem DSzK (skrót od Diegtiariowa-Szpagina Krupnokalibiernyj – Wielkokalibrowy Diegtiariowa i Szpagina).
W 1946 została przyjęta do uzbrojenia odmiana broni oznaczona DSzK wz. 1938/46. Nazywana była ona także DSzKM. Podstawowa zmiana w stosunku do pierwowzoru polegała na zastosowaniu donośnika przesuwakowo-dźwigniowego. Daje on możliwość donoszenia taśmy nabojowej z lewej lub prawej strony broni po odpowiednim przestawieniu elementów.

## Służba

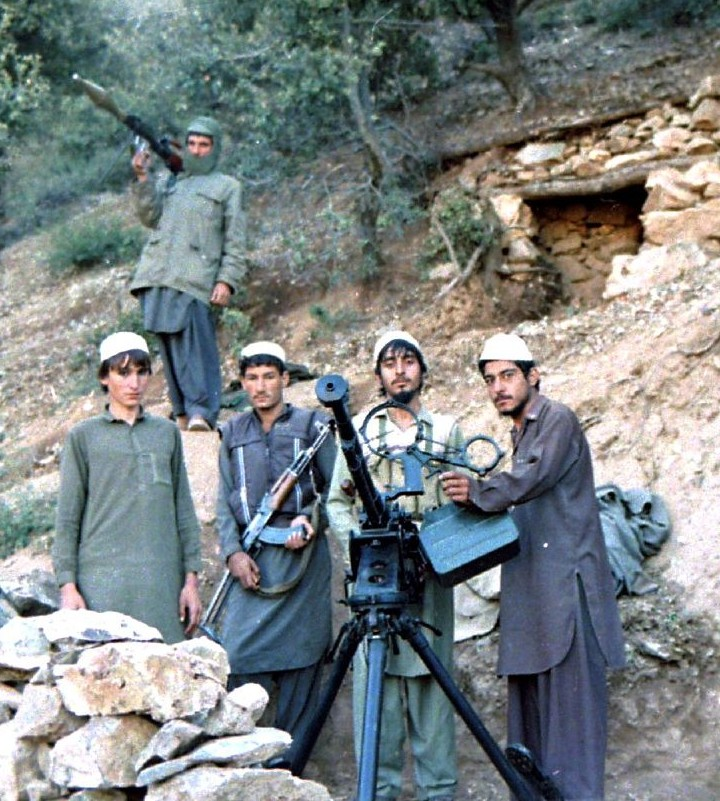
Mudżahedini z karabinem maszynowym DSzK

Wkm DSzK znajdował się w uzbrojeniu armii radzieckiej przez cały okres II wojny światowej. Służył głównie do obrony przeciwlotniczej. Występował w pododdziałach piechoty na podstawie kołowo-trójnożnej (kołowej, rozkładanej na trójnożną). Często był ustawiany na skrzyniach ciężarówek jako „samobieżny”. Montowany był na wieżach czołgów ciężkich IS-2 i IS-3, a także ciężkich dział samobieżnych ISU-122 i ISU-152. W 1943 znalazł się w uzbrojeniu LWP. Wkm-y DSzK pozostały w uzbrojeniu również po zakończeniu wojny – jego licencyjną produkcję podjęto w Zakładach Mechanicznych „Tarnów”. Początkowo był podstawowym typem wielkokalibrowego karabinu maszynowego w armiach Układu Warszawskiego. Stosowany był też w innych państwach zaopatrywanych w uzbrojenie przez ZSRR. Stał się drugim co do popularności na świecie systemem wkm-u po amerykańskim Browning M2.
Od połowy lat 50., rozpoczął się proces ich wymiany na nowsze typy wkm-ów (głównie NSW i KPW). Obecnie karabiny maszynowe DSzK i DSzKM zostały wycofane z uzbrojenia przez większość armii. W Europie jest używany przez armie krajów mające na uzbrojeniu starsze czołgi radzieckie (T-54 i T-55) np. Rumunię. W Wojsku Polskim DSzK jest używany w armato-haubicach DANA. DSzK jest nadal popularną bronią w krajach trzeciego świata.
W posiadaniu karabinu są również talibowie, walczący z wojskami koalicji w Afganistanie. Przykładem użycia DSzK przez afgańskich rebeliantów było zestrzelenie amerykańskiego śmigłowca obserwacyjnego typu Kiowa, oraz ostrzelanie polskiego Mi-24 gdzie rannych zostało dwóch członków załogi.

## Konstrukcja
Karabin działa na zasadzie odprowadzenia gazów prochowych przez boczny otwór w ściance lufy. Komora gazowa posiada regulator z trzema otworami o różnych średnicach. Zasilany jest z metalowej taśmy elastycznej o ogniwach otwartych i pojemności 50 nabojów. Donośnik jest napędzany przez suwadło. Ryglowanie za pomocą rygli symetrycznych, rozchylanych w płaszczyźnie poziomej. Mechanizm uderzeniowy bijnikowy. Bijnik połączony na stałe z suwadłem. Mechanizm spustowy tylko do ognia ciągłego.